# Indígenas de Australia
Los indígenas de Australia son personas con herencia familiar o pertenencia reconocida a los diversos grupos étnicos que vivían en el territorio de la Australia contemporánea antes de la colonización británica. Constan de dos grupos distintos, que incluyen muchas etnias: 
- los aborígenes australianos del continente y de muchas islas, incluida Tasmania;
- y los isleños del estrecho de Torres de los mares entre Queensland y Papúa Nueva Guinea, situados en Melanesia.

A menudo se prefiere el término pueblos aborígenes e isleños del estrecho de Torres o el grupo cultural específico de la persona, aunque también son cada vez más comunes los términos Primeras Naciones de Australia, Primeros Pueblos de Australia y Primeros Australianos. Desde 1995, la bandera aborigen y la bandera de los isleños del estrecho de Torres son banderas oficiales de Australia.

## Terminología
Hay una serie de términos contemporáneos apropiados para referirse a los pueblos indígenas de Australia. A diferencia de cuando los colonos se referían a ellos con diversos términos, en el XXI hay consenso en que es importante respetar las «preferencias de las personas, familias o comunidades, y permitirles definir con qué se sienten más cómodos» al referirse a los aborígenes e isleños del estrecho de Torres.
La palabra aboriginal existe en la lengua inglesa al menos desde el XVI con el significado de «primero o más antiguo conocido, indígena». Procede del latín ab (de) y origo (origen, principio). El término se utilizó en Australia ya en 1789 para describir a sus pueblos aborígenes. Se puso en mayúsculas y se utilizó como término común para referirse tanto a los aborígenes como a los isleños del estrecho de Torres. Hoy en día, estos últimos pueblos no se incluyen en este término. El término en inglés «Aborigine» (en contraposición a «Aboriginal») es a menudo desfavorecido, ya que se considera que tiene connotaciones colonialistas.
Aunque el término «indígena australiano» ha ganado popularidad desde la década de 1980, a muchos aborígenes e isleños del estrecho de Torres no les gusta. Consideran que es demasiado genérico y elimina su identidad de clan y de pueblo. Sin embargo, muchas personas piensan que el término es útil y conveniente, y puede utilizarse cuando sea apropiado.

## Demografía

Indígenas australianos como fracción del total de personas por área de gobierno local, según los resultados del censo de 2011.

812 728 personas se autoidentificaron como de origen aborigen y/o isleño del estrecho de Torres en el censo de 2021, lo que representa el 3,2 % de la población total de Australia. De estos indígenas australianos, el 91,4 % se identificó como aborigen; el 4,2 % se identificó como isleño del estrecho de Torres; mientras que el 4,4 % se identificó con ambos grupos. Sin embargo, el Gobierno ha declarado que, a 30 de junio de 2021, hay 983 700 aborígenes e isleños del estrecho de Torres, que representan el 3,8 % de la población total de Australia, como la «población residente final estimada basada en el censo de 2021». De ellos, el 91,7 % se identificaba como aborigen (901 655); el 4,0 %, como isleño del estrecho de Torres (39 538); y el 4,3 %, como perteneciente a ambos grupos (42 516).

## Historia

### Migración a Australia

#### Pueblos aborígenes

Pintura que representa el primer contacto que se hizo con los aborígenes Gweagal por el capitán James Cook y su tripulación a orillas de las Península de Kurnell, Nueva Gales del Sur.

Varios asentamientos humanos en Australia se han datado en torno a hace 49 000 años. La datación por luminiscencia de los sedimentos que rodean los artefactos de piedra en Madjedbebe, un refugio rocoso en el norte de Australia, indica actividad humana en 65 000 años BP. Los estudios genéticos parecen apoyar una fecha de llegada de hace 50-70 000 años.
Los restos humanos anatómicamente modernos más antiguos encontrados en Australia (y fuera de África) son los del Hombre de Mungo; se han datado en 42 000 años. La comparación inicial del ADN mitocondrial del esqueleto conocido como Lago Mungo 3 (LM3) con el de pueblos aborígenes antiguos y modernos indicó que el Hombre de Mungo no está emparentado con los pueblos aborígenes australianos. Sin embargo, estos hallazgos se han encontrado con una falta general de aceptación en las comunidades científicas. La secuencia ha sido criticada, ya que no se han realizado pruebas independientes, y se ha sugerido que los resultados pueden deberse a una modificación póstuma y a la degradación térmica del ADN. Aunque los controvertidos resultados parecen indicar que el hombre de Mungo pudo ser una subespecie extinguida que divergió antes que el ancestro común más reciente de los humanos contemporáneos, el organismo administrativo del Parque Nacional de Mungo cree que los actuales aborígenes locales descienden de los restos del Lago Mungo. Es poco probable que se realicen pruebas de ADN independientes, ya que los custodios indígenas no permitirán que se lleven a cabo investigaciones invasivas.
En general, se cree que los aborígenes descienden de una única migración al continente, un pueblo que se separó de los antepasados de los asiáticos orientales.
Trabajos recientes con ADN mitocondrial sugieren una población fundadora de entre 1000 y 3000 mujeres para producir la diversidad genética observada, lo que sugiere que «la colonización inicial del continente habría requerido un viaje marítimo organizado deliberado, en el que participaron cientos de personas». Los aborígenes parecen haber vivido mucho tiempo en el mismo entorno que la ya extinta megafauna australiana.
Algunas pruebas procedentes del análisis de carbón vegetal y artefactos que revelan el uso humano sugieren una fecha tan temprana como 65.000 BP. La datación por luminiscencia ha sugerido la existencia de habitantes en Tierra de Arnhem desde hace 60 000 años a. C.. Evidencias de incendios en el suroeste de Victoria sugieren «presencia humana en Australia hace 120 000 años», aunque se requiere más investigación.

### Genética
Los estudios genéticos han revelado que los australianos aborígenes descienden en gran medida de una oleada de población de auroasiáticos occidentales durante el Paleolítico Superior Inicial, y están más estrechamente relacionados con otros grupos de Oceanía, como Melanesios. Los aborígenes australianos también muestran afinidad con otras poblaciones de Australasia, como los negritos o grupos de antiguos indios ancestrales del sur, como el pueblo andamanés, así como con pueblos de Asia oriental. Los datos filogenéticos sugieren que una primera metapoblación no africana oriental (ENA) o euroasiática oriental se trifurcó y dio lugar a los australianos (oceánicos), los antiguos indios ancestrales del sur, de Andamás y el linaje de Asia Oriental/Sudoriental, incluidos los antepasados de nativos americanos, aunque los papúes también pueden haber recibido cierto flujo genético de un grupo anterior (xOOA), en torno al 2 %,  junto a una mezcla arcaica adicional en la región de Sahul.

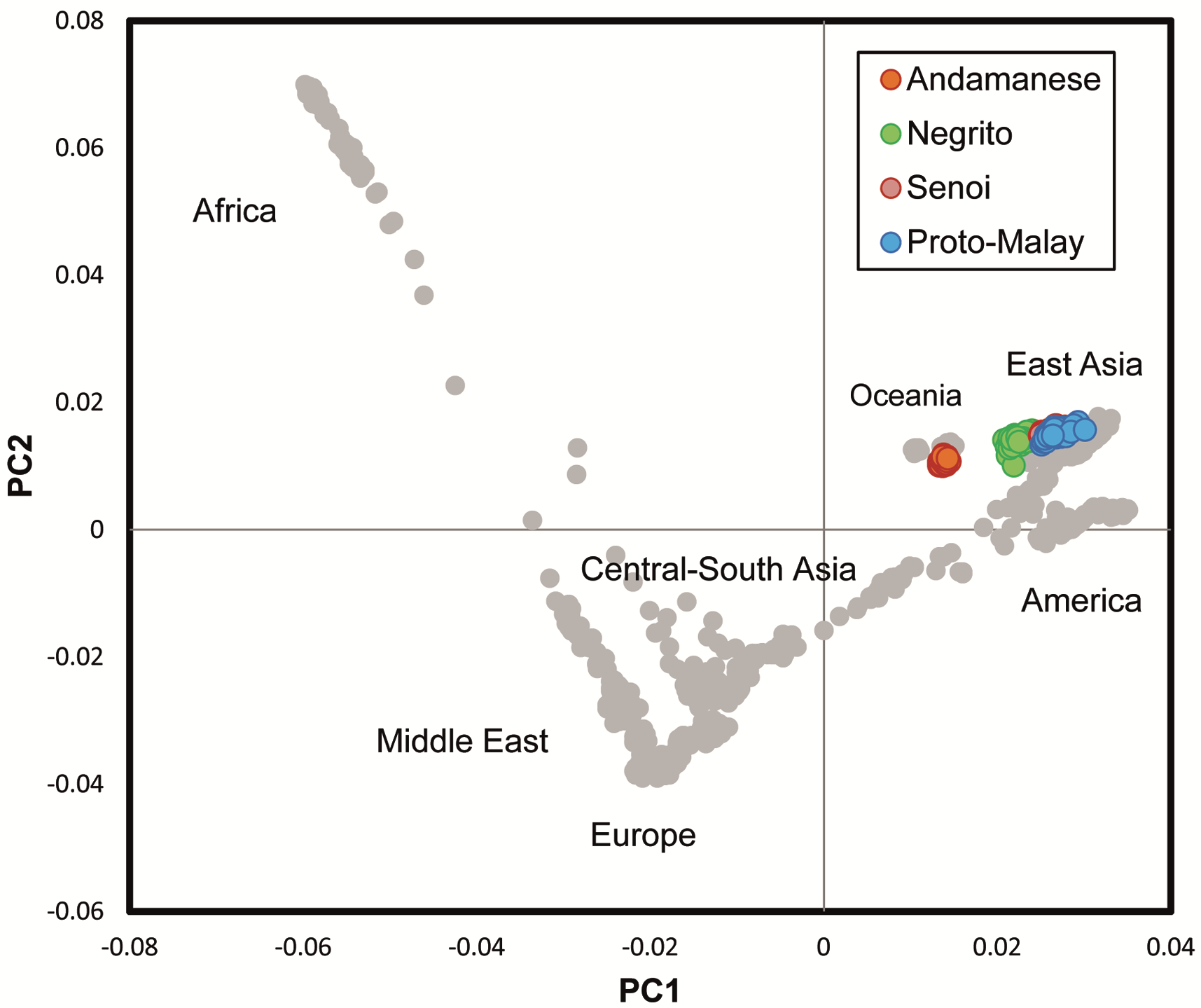
PCA de Orang Asli (Semang) y Andamanese, con poblaciones mundiales en HGDP.

Rasmussen et al. 2011 muestran que los aborígenes australianos tienen una menor proporción de alelos europeos en comparación con los asiáticos, lo que consideran indicativo de un modelo de dispersión múltiple. Desde el punto de vista genético, aunque los aborígenes australianos están más estrechamente emparentados con los melanesios y los papúes, McEvoy et al. 2010 creen que también hay otro componente que podría indicar una mezcla ancestral del sur de la India o una influencia europea más reciente. Las investigaciones indican un único grupo fundador Sahul con aislamiento posterior entre poblaciones regionales que no se vieron relativamente afectadas por migraciones posteriores desde el continente asiático, que podrían haber introducido el dingo hace 4000-5000 años. La investigación también sugiere una divergencia del pueblo papú de Nueva Guinea y el pueblo mamanwa de Filipinas hace unos 32 000 años, con una rápida expansión de la población hace unos 5000 años. Un estudio genético de 2011 halló pruebas de que los pueblos aborigen, papú y mamanwa son portadores de algunos de los alelos asociados a los pueblos denisovanos de Asia, (que no se encuentran entre las poblaciones de Asia continental), lo que sugiere que los humanos modernos y arcaicos se cruzaron en Asia hace aproximadamente 44 000 años, antes de que Australia se separara de Nueva Guinea y de la migración a Australia.} Un artículo de 2012 informa de que también hay pruebas de un flujo genético sustancial desde la India hasta el norte de Australia estimado en algo más de cuatro mil años, una época en la que aparecen cambios en la tecnología de las herramientas y el procesamiento de alimentos en el registro arqueológico australiano, lo que sugiere que pueden estar relacionados. Mallick et al. 2016 y Mark Lipson et al. 2017 encontraron que la bifurcación de Eurasia Oriental y Eurasia Occidental se remonta a hace por lo menos 45 000 años, con los australianos anidados dentro del clado de Eurasia Oriental.
Los hombres aborígenes australianos tienen Haplogrupo C-M347 en altas frecuencias con estimaciones máximas que oscilan entre el 60,2 % y el 68,7 %..   Además, la forma basal K2* (K-M526) del antiquísimo Haplogrupo K2 -cuyos subclados Haplogrupo R, Haplogrupo Q, Haplogrupo M y Haplogrupo S se encuentran en la mayoría de los europeos, el norte de Asia meridional, los pueblos indígenas de América y los pueblos indígenas de Oceanía. En la actualidad, sólo se ha encontrado entre los aborígenes australianos. El 27 % de ellos puede ser portador del K2* y aproximadamente el 29 % de los varones aborígenes australianos pertenecen a subclados del K2b1, también conocidos como M y S.
Los aborígenes australianos poseen clados profundamente arraigados tanto del Haplogrupo M como del Haplogrupo N..

#### Islas del estrecho de Torres
Aunque se estima que la población emigró del archipiélago indonesio y Nueva Guinea a Australia continental hace unos 70 000 años,
 sólo se han descubierto pruebas de asentamientos humanos en el estrecho de Torres por parte de arqueólogos que datan de hace unos 2500 años.

### Antes del contacto europeo

#### Pueblos aborígenes

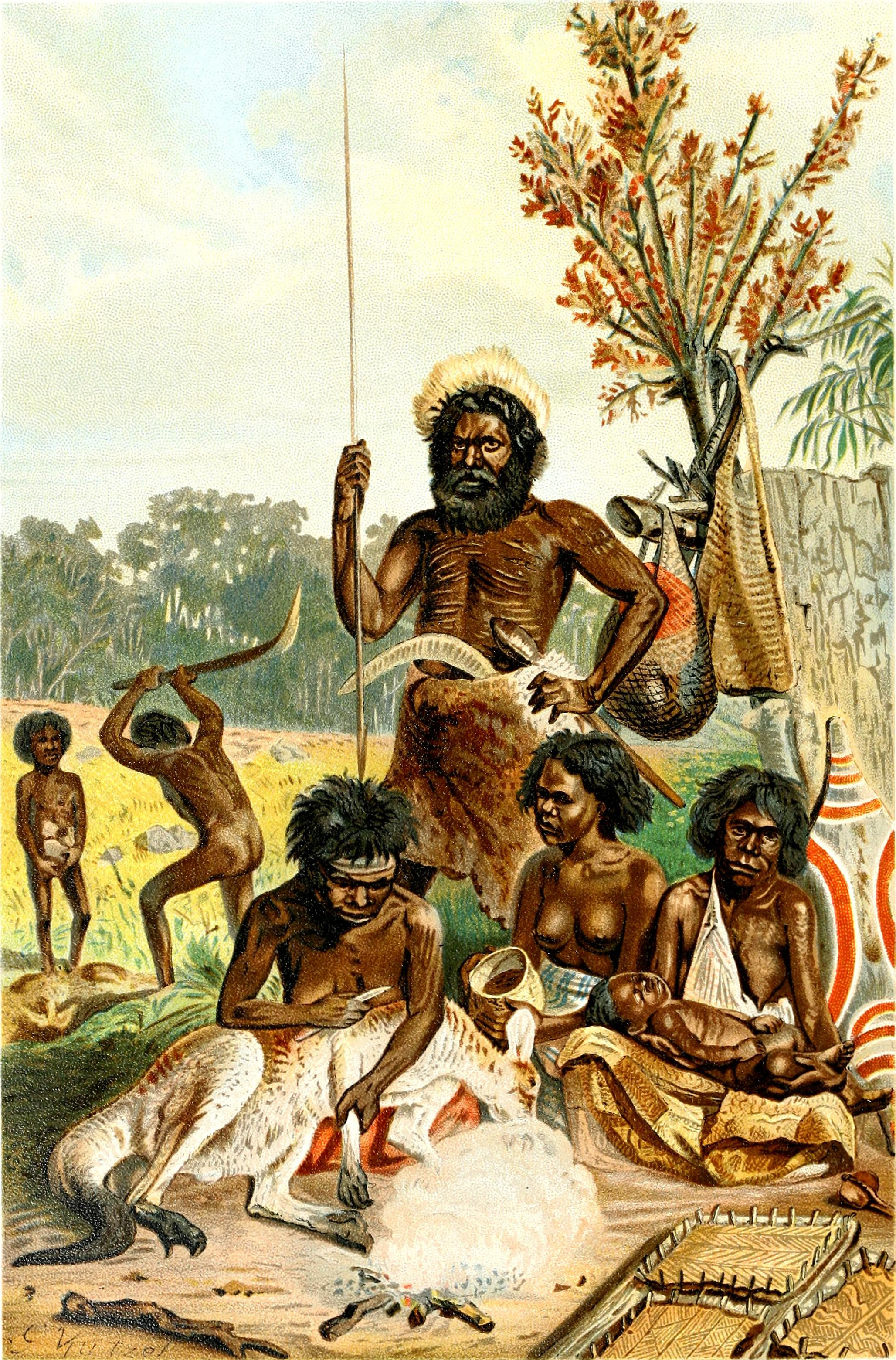
Aborígenes australianos de la Historia Universal de Ridpath.

En algunas regiones, los aborígenes vivían como recolectores y cazadores-recolectores, cazando y buscando alimentos en la tierra.Aunque la sociedad aborigen era generalmente móvil, o seminómada, desplazándose según la disponibilidad cambiante de alimentos que se encontraba en las distintas zonas al cambiar las estaciones, el modo de vida y las culturas materiales variaban mucho de una región a otra, y había asentamientos permanentes y agricultura en algunas zonas. 
La mayor densidad de población se encontraba en las regiones meridional y oriental del continente, en particular en el valle del río Murray. Las canoas se fabricaban con corteza para navegar por el Murray.

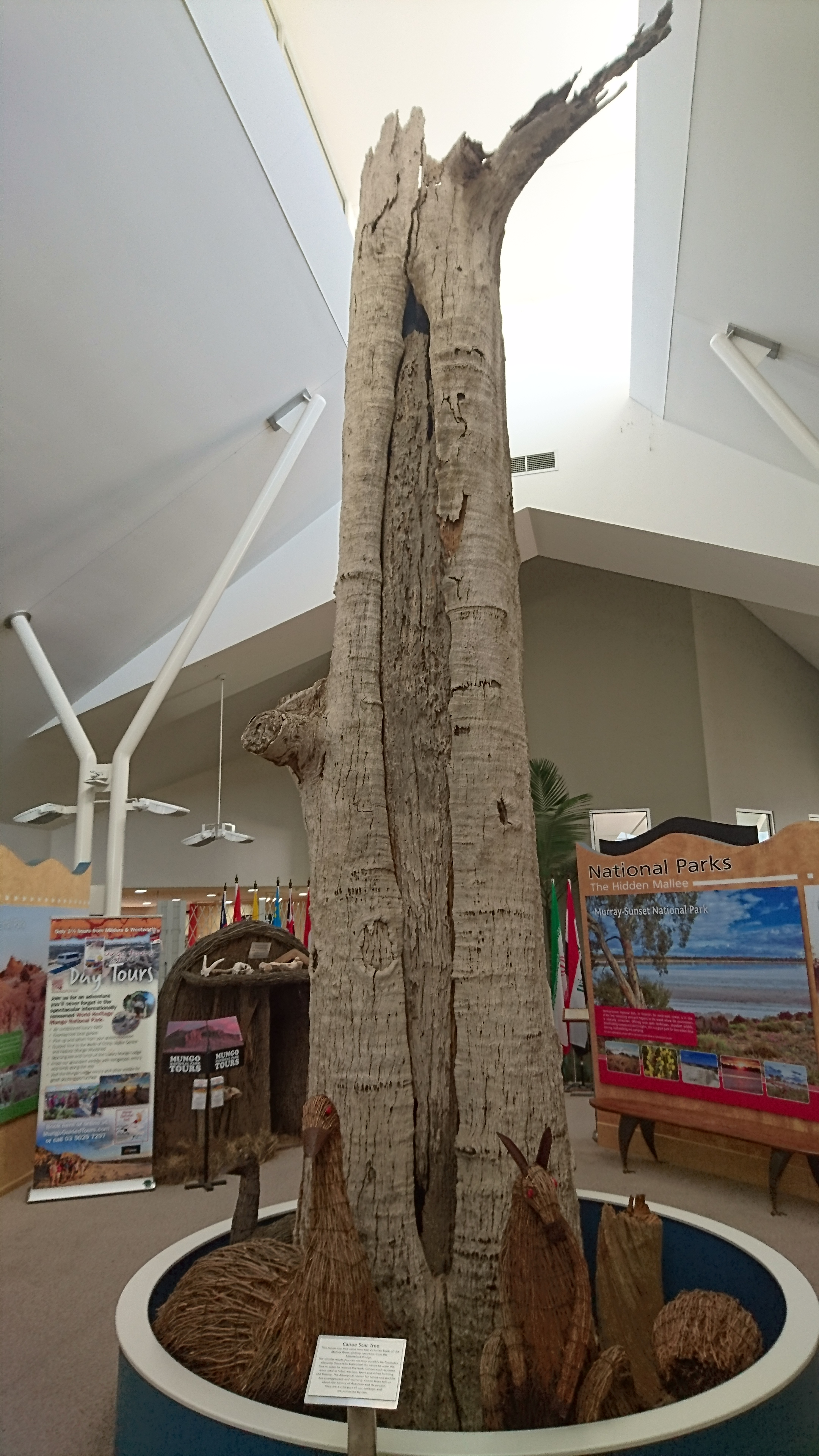
El árbol con cicatrices es donde los aborígenes han quitado la corteza para hacer una canoa, para su uso en el río Murray. Se identificó cerca de Mildura, Victoria, y ahora se encuentra en el Centro de Visitantes de Mildura.

Hay indicios de que, antes del contacto con el exterior, algunos grupos de aborígenes australianos tenían un complejo sistema de subsistencia con elementos de agricultura, que sólo fue registrado por los primeros exploradores europeos. Uno de los primeros colonos tomó notas sobre el estilo de vida de los Wathaurung, pueblo cerca del cual vivía en Victoria. Vio a unas mujeres recolectando tubérculos de Murnong, un ñame autóctono hoy casi extinguido.  Sin embargo, la zona en la que cosechaban ya estaba limpia de otras plantas, lo que facilitaba la recolección exclusiva del Murnong (también conocido como margarita del ñame).
A lo largo de la costa norte de Australia, los ñame chirivía se recolectaban dejando la parte inferior del ñame aún clavada en el suelo para que volviera a crecer en el mismo lugar.Al igual que muchos otros agricultores del mundo, los aborígenes utilizaban técnicas de tala y quema para enriquecer los nutrientes de su suelo. 
Sin embargo, las ovejas y el ganado que más tarde trajeron los europeos arruinaban este suelo pisoteándolo. Para añadir complejidad a las técnicas agrícolas aborígenes, los agricultores intercambiaban semillas deliberadamente para empezar a cultivar plantas donde no se daban de forma natural.